# 도산 안창호 일기
도산 안창호 일기는 충청남도 천안시 독립기념관에 있는 일제강점기의 일기이다. 2018년 8월 6일 대한민국의 국가등록문화재 제721호로 지정되었다.

## 개요
도산 안창호(島山 安昌浩, 1878∼1938)가 1919년 3·1운동 이후 중국 상해로 건너가 상해임시정부 내무총장 겸 국무총리 대리 등으로 역임하던 시기의 활동을 기록한 일기다. 시기적으로는 1920년 1월 14일부터 8월 20일까지, 1921년 2월 3일부터 3월 2일까지 약 8개월 분량으로, 당시 임시정부에서 사용하던 것과 같은 용지에 썼으며 3책으로 되어있다. 이 일기는 임시정부에서 활동한 인물이 기록한 당시의 일기 중에서 공개된 것으로는 유일하며, 안창호가 직접 쓰지는 않은 것으로 보이나 임시정부 초창기의 활동과 조직운영 및 참여인사들의 면모 등을 연구하는 데 매우 중요한 사료로 평가받고 있다. 이번에 등록된 일기는 안창호의 유족들이 보관하고 있다가 1985년 독립기념관에 기증하였다. 정부에서는 안창호의 공훈을 기리기 위하여 1962년 건국훈장 대한민국장을 추서하였다.

## 참고 자료
- 도산 안창호 일기 - 국가유산청 국가유산포털